# ريتشارد إتش أندرسون
ريتشارد إتش أندرسون (بالإنجليزية: Richard H. Anderson)‏ هو كبير الإداريين التنفيذيين ومحامي أمريكي، ولد في 2 مايو 1955 في غالفستون في الولايات المتحدة.